# Беляшево
Беляшево (баш. Беләш) — село в Татышлинском районе Республики Башкортостан Российской Федерации. Входит в состав Бадряшевского сельсовета.

## География

### Географическое положение
Расстояние до:
- районного центра (Верхние Татышлы): 18 км,
- центра сельсовета (Бадряшево): 6 км,
- ближайшей ж/д станции (Чернушка): 30 км.

## Население
| 2002 | 2009 | 2010 |
| ---- | ---- | ---- |
| 529  | ↘471 | ↘469 |

Национальный состав
Согласно переписи 2002 года, преобладающая национальность — башкиры (94 %).

## Религия
В селе есть мечеть.